# 앨리어스 (드라마)
앨리어스(영어: Alias)는 J. J. 에이브럼스가 연출을 맡아 2001년 9월 30일부터 2006년 5월 22일까지 ABC에서 방영된 미국의 스파이-액션 텔레비전 시리즈이다. 평범한 여대생으로 보이지만 다양한 외국어를 구사하고 최첨단 무기를 자유자재로 다루며 시원한 액션까지 선보이는 등 CIA와 비밀조직 SD-6를 오가며 이중 스파이로 활역하는 주인공 시드니 브리스토 역을 제니퍼 가너가 연기한다. 이 시리즈는 미국 현지에서 1천 500만명의 시청자가 시즌 1의 첫 회를 시청한 것을 시작으로 매회 평균 1천만명의 시청자를 확보하며 시즌 5로 막을 내릴 때까지 큰 인기를 얻으며 평단에서도 호평을 받았으며, 미국 영화 연구소에서 2003년 최고의 텔레비전 프로그램 TOP 10에 선정되었다. 가너는 에미상 드라마 시리즈 여우주연상에 4년 연속 후보 지명, 골든 글로브상 드라마 텔레비전 시리즈 부문 최우수 여우주연상에 3년 연속 후보 지명되었고, 골든 글로브상 드라마 텔레비전 시리즈 여우주연상, 새턴상 텔레비전 시리즈 여우주연상, 미국 배우 조합상 드라마 시리즈 여우주연상을 수상하였다. 또한 이 시리즈는 많은 시상식에서 다수 수상 및 후보에 지명되었다.
대한민국에서는 미국 드라마 전문채널인 FOX채널에서 2006년 첫 방송되었다.

## 배역
| 남자배우/여자배우 | 역할                          | 시즌      | 시즌      | 시즌          | 시즌          | 시즌          | 시즌 | 시즌 |
| 남자배우/여자배우 | 역할                          | 1         | 2         | 3             | 4             | 5             |      |      |
| ----------------- | ----------------------------- | --------- | --------- | ------------- | ------------- | ------------- | ---- | ---- |
| 제니퍼 가너       | Sydney Bristow                | 메인      | 메인      | 메인          | 메인          | 메인          |      |      |
| 론 리프킨         | Arvin Sloane                  | 메인      | 메인      | 메인          | 메인          | 메인          |      |      |
| 마이클 바탄       | Michael Vaughn                | 메인      | 메인      | 메인          | 메인          | 메인          |      |      |
| 브래들리 쿠퍼     | Will Tippin                   | 메인      | 메인      | 스페셜 게스트 |               | 스페셜 게스트 |      |      |
| 메린 던게이       | Francie Calfo / Allison Doren | 메인      | 메인      | 반복 출연     |               | 스페셜 게스트 |      |      |
| 칼 럼블리         | Marcus Dixon                  | 메인      | 메인      | 메인          | 메인          | 메인          |      |      |
| 케빈 웨이즈먼     | Marshall Flinkman             | 메인      | 메인      | 메인          | 메인          | 메인          |      |      |
| 빅터 가버         | Jack Bristow                  | 메인      | 메인      | 메인          | 메인          | 메인          |      |      |
| 그렉 그룬버그     | Eric Weiss                    | 반복 출연 | 반복 출연 | Main          | Main          | 스페셜 게스트 |      |      |
| 데이빗 앤더스     | Julian Sark                   | 게스트    | 메인      | 메인          | 스페셜 게스트 | 반복 출연     |      |      |
| 레나 올린         | Irina Derevko                 | (대역)    | 메인      |               | 스페셜 게스트 | 스페셜 게스트 |      |      |
| 멜리사 조지       | Lauren Reed                   |           |           | 메인          | 스페셜 게스트 |               |      |      |
| 미아 마에스트로   | Nadia Santos                  |           |           | 게스트        | 메인          | 스페셜 게스트 |      |      |
| 레이첼 니콜스     | Rachel Gibson                 |           |           |               |               | 메인          |      |      |
| 발타자 게티       | Thomas Grace                  |           |           |               |               | 메인          |      |      |
| 엘로디 부셰즈     | Renée Rienne                  |           |           |               |               | 메인          |      |      |
| 에이미 아커       | Kelly Peyton                  |           |           |               |               | 메인          |      |      |

## 수상 및 후보

### 수상
골든 글로브상
- 드라마 텔레비전 시리즈 최우수 여우주연상 : 제니퍼 가너 (2002)

새턴상
- 최우수 네트워크 텔레비전 시리즈 (2003)
- 텔레비전 시리즈 최우수 여우주연상 : 제니퍼 가너 (2003)
- 텔레비전 시리즈 최우수 남우조연상 : 빅터 가버 (2003)
- 스네스케이프 장르 미래의 여성 얼굴상 : 멜리사 조지 (2004)

미국 배우 조합상
- 드라마 시리즈 최우수 여우주연상 : 제니퍼 가너 (2004)

### 후보
에미상
- 드라마 시리즈 최우수 여우주연상 : 제니퍼 가너 (2002–2005) ※4년 연속 후보 지명
- 드라마 시리즈 최우수 남우조연상 : 빅터 가버 (2002–2004)
- 드라마 시리즈 최우수 작가상 : J. J. 에이브럼스 (2002)
- 드라마 시리즈 최우수 여우조연상 : 레나 올린 (2003)

골든 글로브상
- 드라마 부문 최우수 작품상 (2002)
- 드라마 텔레비전 시리즈 최우수 여우주연상 : 제니퍼 가너 (2003–2005) ※3년 연속 후보 지명

새턴상
- 최우수 네트워크 텔레비전 시리즈 (2004–2005)
- 텔레비전 시리즈 최우수 여우주연상 : 제니퍼 가너 (2004)
- 텔레비전 시리즈 최우수 남우주연상 : 마이클 바탄 (2004)
- 텔레비전 시리즈 최우수 남우조연상 : 빅터 가버 (2004)
- 텔레비전 최우수 여우주연상 : 제니퍼 가너 (2005–2006) ※3년 연속 후보 지명

미국 배우 조합상
- 드라마 시리즈 최우수 여우주연상 : 제니퍼 가너 (2003) ※2년 연속 후보 지명

텔레비전 협회상
- 최우수 신생 프로그램 (2002)
- 드라마 부문 개인 업적상 : 제니퍼 가너 (2003)